# Harry P. Jeffrey

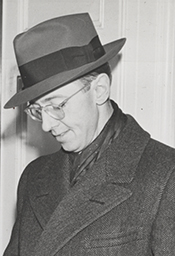
Harry P. Jeffrey

Harry Palmer Jeffrey (* 26. Dezember 1901 in Dayton, Ohio; † 4. Januar 1997 ebenda) war ein US-amerikanischer Politiker. Zwischen 1943 und 1945 vertrat er den Bundesstaat Ohio im US-Repräsentantenhaus.

## Werdegang
Harry Jeffrey besuchte die öffentlichen Schulen seiner Heimat und studierte danach bis 1924 an der Ohio State University in Columbus. Nach einem anschließenden Jurastudium an derselben Universität und seiner 1926 erfolgten Zulassung als Rechtsanwalt begann er zunächst in Columbus und ab 1927 in Dayton in diesem Beruf zu arbeiten. Zwischen 1927 und 1930 gehörte er als Leutnant der United States Army Reserve an. Von 1933 bis 1936 war er als Staatsanwalt für den Attorney General von Ohio tätig. Politisch schloss er sich der Republikanischen Partei an.
Bei den Kongresswahlen des Jahres 1942 wurde Jeffrey im dritten Wahlbezirk von Ohio in das US-Repräsentantenhaus in Washington, D.C. gewählt, wo er am 3. Januar 1943 die Nachfolge des Demokraten Greg J. Holbrock antrat. Da er im Jahr 1944 nicht bestätigt wurde, konnte er bis zum 3. Januar 1945 nur eine Legislaturperiode im Kongress absolvieren. Diese war von den Ereignissen des Zweiten Weltkrieges geprägt. Jeffrey war Mitglied im Veteranenausschuss und im Jahr 1944 einer der Verfasser der G. I. Bill of Rights.
Nach dem Ende seiner Zeit im US-Repräsentantenhaus praktizierte er wieder als Anwalt. Zwischen 1967 und 1977 war er Kurator der Wright State University. Er starb am 4. Januar 1997 in seiner Heimatstadt Dayton, wo er auch beigesetzt wurde.